# Кёппен, Эдлеф
Эдлеф Кёппен (нем. Edlef Köppen; 1 марта 1893, Гентин, — 21 февраля 1939, Гиссен) — немецкий писатель, поэт, редактор, переводчик.

## Биография
Родился в Гентине в 1893 году в семье врача общей практики Роберта Кёппена (1863–1922) и его жены Эммы, урождённой Хосманн (1868–1937). Посещал прогимназию в Гентине, а после её закрытия в 1907 году — гимназию в Потсдаме. Там, в кружке литературного чтения, который он основал, он встретил своего одноклассника Германа Казака, тоже сына врача, с которым они оставались близкими друзьями в течение следующих десятилетий.
Окончив среднюю школу в 1913 году, Кёппен в течение трех семестров изучал немецкий язык, философию и историю искусств сначала в Кильском, а затем в Мюнхенском университете. В сентябре 1914 года вступил добровольцем в 40-й полевой артиллерийский полк прусской армии в Бурге, в составе которого с октября 1914 по октябрь 1918 года принимал участие в Первой мировой войне. Войну окончил лейтенантом запаса. Кёппен был несколько раз ранен, в том числе получив ожоги от ядовитого газа и ушиб легкого в результате завала землей, что повлияло на его здоровье на всю жизнь. По ходу войны Кёппен стал убежденным пацифистом и в итоге в сентябре 1918 года отказался продолжать боевые действия, что привело к его принудительному помещению в психиатрическую клинику в Майнце.
После войны Кёппен продолжил учёбу и написал диссертацию на тему «Романтическая периодика», но отказался от её защиты из-за финансовых трудностей. По рекомендации Германа Казака в 1921 году он был нанят редактором в издательство Gustav Kiepenheuer Verlag в Потсдаме.
В 1921 году женился на Хедвиг Витт, у пары родилась дочь Габриэле. Болезнь, вызванная ранением, вынудила Кёппена оставить должность и поселиться в лёгочном санатории в Науроде. В 1923 году он попытался основать издательство в Потсдаме, где опубликовал свой первый роман, но потерпел неудачу.
С 1925 года, благодаря помощи Казака, Кёппен работал внештатным литературным ассистентом на Funk-Stunde Berlin, первой немецкой радиостанции. С 1926 года работал ассистентом литературного отдела и сделал себе имя как постановщик радиопьес Казака. В октябре 1929 года Кёппен стал главой литературного отдела радиостанции.
После прихода к власти национал-социалистов 30 июня 1933 года Кёппен был без предупреждения уволен с поста литературного руководителя станции, однако оставался в совете Ассоциации защиты немецких писателей до тех пор, пока она не перешла в Имперскую палату письменности. Роман Кёппена «Фронтовая сводка» о мировой войне, опубликованный в 1930 году, был запрещен в 1935 году. Тогда же ему запретили публиковаться. Контакт с Казаком, омраченный неоднократными размолвками, прервался в последние годы его жизни. Впоследствии Кёппен зарабатывал на жизнь рецензиями и рассказами, которые публиковал под псевдонимом Йоахим Фельде. Ему удалось устроиться на работу в кинокомпанию, которая вскоре обанкротилась. Там Кёппен был главным драматургом, но вновь оказался под политическим давлением, когда между 1937 и 1939 годами компания постепенно перешла в руки Министерства пропаганды. Кёппен отказался вступить в НСДАП и принять участие в подготовке антисемитских и пронацистских фильмов.
Эдлеф Кёппен умер в 1939 году в пульмонологическом санатории в Гиссене от последствий ранений. Похоронен на кладбище в Вильгельмсхорсте. В 2003 году архив Кёппена был передан в музей в Гентине.

## Творчество

Обложка русского издания романа Эдлефа Кёппена «Будни добровольца»

Главным произведением Кёппена, выдержавшимся несколько переизданий, считается роман «Фронтовая сводка» (Heeresbericht, 1930). В нём автор обработал собственные воспоминания времен Первой мировой войны, описав судьбу студента Адольфа Райзигера, который вступил добровольцем в полк полевой артиллерии в 1914 году и сражался в составе этого полка на Западном фронте, пока не был ранен.
«Фронтовая сводка» наравне с романом Альфреда Дёблина «Берлин Александерплац» считается одним из первых «монтажных романов» на немецком языке. Особенностью романа являются вмонтированные в него оригинальные документы: цитаты из воззваний императора Вильгельма II, указов цензурных органов, газетных сообщений и рекламы. Вымышленные элементы помещены в обрамлении исторических документов, а документы вплетены в сюжет. Некоторые документы были собраны матерью Кёппена или получены им от его домовладельца, который работал в имперских архивах в Потсдаме. Пацифистские стихи, которые пишет персонаж Райзигер, принадлежат самому Кёппену.
Роман был впервые опубликован в 1930 году, в то время, когда публиковались и другие романы о Первой мировой войне, такие как «На Западном фронте без перемен» Ремарка (1929), «Война» Людвига Ренна (1928) или «Спор об унтере Грише» Арнольда Цвейга (1927). В том же году фрагменты романа Кёппена были изданы лейблом Die Neue Truppe на грампластинке в авторском исполнении.
Роман «Фронтовая сводка» — одно из литературных произведений, ставших жертвой сожжения книг в нацистской Германии в 1933 году. После издания 1932 года книга не публиковалась в ФРГ до 1976 года, в ГДР до 1981 года. В начале XXI века роман вновь привлёк себе внимание, был множество раз переиздан в Германии и переведен на английский, французский, итальянский и нидерландский языки. В 2024 году роман вышел на русском языке в переводе А. Чёрного под заглавием «Будни добровольца».

## Произведения
- Сообщение (роман) / Der Bericht (1925)
- Добро пожаловать и прощай (роман) / Willkommen und Abschied (1925)
- Фронтовая сводка (роман) / Heeresbericht (1930)
- Немой Андреас (роман) / Andreas der Stumme (1933)
- Четыре стены и крыша (роман) / Vier Mauern und ein Dach (1934)

## На русском языке
- Мёртвый город [стихотворение] // Пастернак Б. Л. Лети, душа моя, сквозь дали без числа: стихотворения зарубежных авторов в переводах Бориса Пастернака. — М.: Азбука-Аттикус, 2022.
- Стихотворения // Поэты Первой мировой. Германия, Австро-Венгрия / Сост., пер. с нем. А. Чёрного. — М.: Воймега, Prosōdia, 2016. — С. 226–232.
- Будни добровольца: в окопах Первой мировой / пер. с нем. А. Чёрного. — М.: Колибри, 2024. — 400 с. — ISBN 978-5-389-24586-0.